# Огонь, гори!
«Огонь, гори!» (англ. Fire, Burn!) — исторический детектив с элементами научной фантастики британского писателя Джона Диксона Карра, впервые опубликован в 1957 году. Также переводился как Гори, огонь! и Пылай, огонь!. Оригинальное название является цитатой из пьесы «Макбет» (акт IV):
Double, double, toil and trouble;
Fire, burn; and caldron, bubble.Шекспир

## Сюжет
Главный герой романа — инспектор лондонской полиции Джон Чевиот — неожиданно фантастическим образом попадает из 1957 года в 1829-й, где ему приходится не только расследовать убийство в закрытой комнате, но и сыграть ключевую роль в создании Службы столичной полиции.

## Награды
В 1969 году роман удостоен французской премии «Grand Prix de Littérature policière» в категории «иностранный роман».

## Экранизации
1979 — Morte a passo di valzer (итальянский телевизионный мини-сериал)